# الدوري المصري الممتاز 2019–20
الدوري المصري الممتاز 2019–2020 هو النسخة 61 منذ بداية نشأته عام 1948 وهو البطولة الأولى في مصر وأكثر فريق فائز بالبطولة النادي الأهلي المصري حيث حصل عليه 42 مرة ويليه نادي الزمالك 12 مرة ويليهم النادي الإسماعيلي ب 3 مرات وهو البطولة المحببة عند المصريين حيث يتأهل الأول والثاني لبطولة دوري أبطال إفريقيا والثالث وبطل كأس مصر إلي بطولة الكونفدرالية الإفريقية ويتنافس في هذه البطولة 18 فريقا حيث يهبط آخر ثلاث فرق إلي دوري الدرجة الثانية وصعد من دوري الدرجة الثانية في آخر موسم ثلاث فرق وهم اسوان وطنطا ومصرFC

## الأندية
يتنافس 18 فريقًا في البطولة؛ الخمس عشرة الأوائل من البطولة ذاتها في الموسم السابق، بالإضافة لثلاث فرق متأهلة من الدرجة الثانية عن الموسم السابق أيضًا ويلعبون على 15 ملعب رسمي.
الأندية المتأهلة

### المدربون والملاعب والمحافظة
الأهلي

إنبي

الإنتاج الحربي

المقاولون العرب

مصر fc

طلائع الجيش

وادي دجلة

الزمالك
| النادي           | المدرب                | التعاقد    | المحافظة     | الملعب (السعة)                                                    | ملاحظات                    |
| ---------------- | --------------------- | ---------- | ------------ | ----------------------------------------------------------------- | -------------------------- |
| الإنتاج الحربي   | مختار مختار           | 2017-03    | القاهرة      | ستاد السلام (22,000)                                              | أقدم مدربي الدوري حتى الأن |
| أسوان            | مجدي عبد العاطي       | 2018-06    | أسوان        | ستاد أسوان (20,000)                                               | صعد من الممتاز ب           |
| المقاولون العرب  | عماد النحاس           | 24-10-2018 | القاهرة      | ستاد المقاولون العرب (35,000)                                     |                            |
| طنطا             | أيمن المزين           | 27-10-2018 | الغربية      | ستاد طنطا (20,000)                                                | صعد من الممتاز ب           |
| الاتحاد السكندري | طلعت يوسف             | 22-05-2019 | الإسكندرية   | ستاد الإسكندرية (13,600)                                          |                            |
| الأهلي           | رينيه فايلر           | 31-08-2019 | القاهرة      | ستاد السلام (22,000)                                              | حامل اللقب                 |
| إنبي             | حلمي طولان            | 18-10-2019 | القاهرة      | ملعب بتروسبورت (16,000)                                           |                            |
| الزمالك          | باتريس كارتيرون       | 3-12-2019  | الجيزة       | ملعب بتروسبورت (16,000)                                           |                            |
| الجونة           | بيدرو بارني           | 14-12-2019 | البحر الأحمر | ملعب الجونة (12,000)                                              |                            |
| بيراميدز         | أنتي تشاتشيتش         | 27-12-2019 | أسيوط        | ملعب الدفاع الجوي (80,000)                                        |                            |
| الإسماعيلي       | ديدييه غوميز          | 3-12-2019  | الإسماعيلية  | استاد الإسماعيلية (18,525)                                        |                            |
| سموحة            | حمادة صدقي            | 12-01-2020 | الإسكندرية   | ملعب برج العرب (22,500)                                           |                            |
| طلائع الجيش      | عبد الحميد بسيوني     | 21-1-2020  | القاهرة      | ستاد جهاز الرياضة (29,000)                                        |                            |
| مصر              | خالد جلال             | 5-2-2020   | القاهرة      | ملعب الكلية الحربية (28,500)                                      | صعد من الممتاز ب           |
| وادي دجلة        | نيكوديموس بابافاسيليو | 21-2-2020  | القاهرة      | ملعب الكلية الحربية (28,500)                                      |                            |
| حرس الحدود       | محمد حليم             | 22-2-2020  | الإسكندرية   | ستاد حرس الحدود (22,000)                                          |                            |
| المصري           | طارق العشري           | 22-2-2020  | بورسعيد      | ملعب برج العرب (80,000)-ستاد بورسعيد (20,000) ستاد الجيش (السويس) |                            |
| مصر المقاصة      | إيهاب جلال            | 21-03-2020 | الفيوم       | ستاد الفيوم (35,000)                                              |                            |

| أقدم مدربي الدوري |
| أحدث مدربي الدوري |

### تغيرات المدربين
| الفريق      | المدرب الراحل         | سبب الرحيل           | تاريخ الرحيل   | مركز الفريق       | المدرب الجديد                | تاريخ التعيين  |
| ----------- | --------------------- | -------------------- | -------------- | ----------------- | ---------------------------- | -------------- |
| إنبي        | علي ماهر              | استقالة              | 17 أكتوبر 2019 | الأخير            | حلمي طولان                   | 18 أكتوبر 2019 |
| طلائع الجيش | سيرجيو فارياس         | استقالة              | 13 نوفمبر 2019 | السابع عشر        | طارق يحيى                    | 13 نوفمبر 2019 |
| الإسماعيلي  | ميودراغ يسيتش         | إقالة                | 2 ديسمبر 2019  | السابع            | أدهم السلحدار (مؤقت)         | 3 ديسمبر 2019  |
| الزمالك     | ميلوتان سريديوفيتش    | إنهاء العقد بالتراضي | 3 ديسمبر 2019  | الخامس            | باتريس كارتيرون              | 3 ديسمبر 2019  |
| الجونة      | نيبوشا ميلوسيفيتش     | بالتراضي             | 10 ديسمبر 2019 | السابع عشر        | رضا شحاتة (مؤقت)             | 10 ديسمبر 2019 |
| الجونة      | رضا شحاتة             | مدرب عام             | 14 ديسمبر 2019 | السابع عشر        | بيدرو بارني                  | 14 ديسمبر 2019 |
| بيراميدز    | سيباستيان ديسابر      | إقالة                | 19 ديسمبر 2019 | المركز السابع     | عبد العزيز عبد الشافي (مؤقت) | 19 ديسمبر 2019 |
| بيراميدز    | عبد العزيز عبد الشافي | مدرب مؤقت            | 27 ديسمبر 2019 | المركز السابع     | أنتي تشاتشيتش                | 27 ديسمبر 2019 |
| الإسماعيلي  | أدهم السلحدار         | مدرب مؤقت            | 2 ديسمبر 2019  | العاشر            | ديدييه غوميز                 | 3 ديسمبر 2019  |
| سموحة       | حسام حسن              | أستقالة              | 12 يناير 2020  | السابع            | حمادة صدقي                   | 12 يناير 2020  |
| طلائع الجيش | طارق يحيي             | استقالة              | 21 يناير 2020  | الخامس عشر        | عبد الحميد بسيوني            | 21 يناير 2020  |
| مصر المقاصة | أحمد حسام ميدو        | إقالة                | 22 يناير 2020  | الخامس عشر        | إيمانويل أمونيكي             | 1 فبراير 2020  |
| مصر         | عبد الناصر محمد       | أستقالة              | 5 فبراير 2020  | المركز الثامن عشر | خالد جلال                    | 5 فبراير 2020  |
| حرس الحدود  | طارق العشري           | استقالة              | 20 فبراير 2020 | الحادي عشر        | محمد حليم                    | 22 فبراير 2020 |
| وادي دجلة   | تاكيس جونياس          | إقالة                | 21 فبراير 2020 | السابع عشر        | نيكوديموس بابافاسيليو        | 21 فبراير 2020 |
| المصري      | إيهاب جلال            | بالتراضي             | 22 فبراير 2020 | العاشر            | طارق العشري                  | 22 فبراير 2020 |
| مصر المقاصة | إيمانويل أمونيكي      | بالتراضي             | 1 مارس 2020    | السابع عشر        | إيهاب جلال                   | 1 مارس 2020    |

## النتائج

### جدول الترتيب
| م  | الفريق           | لعب | ف  | ت  | خ  | أ.له | أ.ع | أ.ف | نقاط | التأهل أو الهبوط                                                               |
| -- | ---------------- | --- | -- | -- | -- | ---- | --- | --- | ---- | ------------------------------------------------------------------------------ |
| 1  | الأهلي           | 34  | 28 | 5  | 1  | 74   | 8   | +66 | 89   | يتأهل إلى دوري الأبطال                                                         |
| 2  | الزمالك          | 34  | 21 | 8  | 5  | 50   | 27  | +23 | 71   | يتأهل إلى دوري الأبطال ويخصم 3 نقاط في نهاية الموسم لانسحابة من مبارة الجولة 4 |
| 3  | بيراميدز         | 34  | 19 | 8  | 7  | 54   | 33  | +21 | 65   | يتأهل إلى كأس الكونفيدرالية                                                    |
| 4  | المقاولون العرب  | 34  | 15 | 9  | 10 | 45   | 34  | +11 | 54   | يتأهل إلى كأس الكونفيدرالية                                                    |
| 5  | سموحة            | 34  | 11 | 18 | 5  | 44   | 33  | +11 | 51   |                                                                                |
| 6  | المصري           | 34  | 13 | 9  | 12 | 36   | 35  | +1  | 48   |                                                                                |
| 7  | إنبي             | 34  | 12 | 12 | 10 | 34   | 33  | +1  | 48   |                                                                                |
| 8  | الإنتاج الحربي   | 34  | 11 | 11 | 12 | 35   | 38  | −3  | 44   |                                                                                |
| 9  | مصر للمقاصة      | 34  | 10 | 12 | 12 | 40   | 39  | +1  | 42   |                                                                                |
| 10 | الاتحاد السكندري | 34  | 9  | 15 | 10 | 36   | 36  | 0   | 42   |                                                                                |
| 11 | طلائع الجيش      | 34  | 9  | 14 | 11 | 32   | 37  | −5  | 41   |                                                                                |
| 12 | الإسماعيلي       | 34  | 11 | 8  | 15 | 38   | 48  | −10 | 41   |                                                                                |
| 13 | أسوان            | 34  | 9  | 10 | 15 | 39   | 50  | −11 | 37   |                                                                                |
| 14 | الجونة           | 34  | 10 | 7  | 17 | 32   | 45  | −13 | 37   |                                                                                |
| 15 | وادي دجلة        | 34  | 8  | 11 | 15 | 32   | 43  | −11 | 35   |                                                                                |
| 16 | حرس الحدود       | 34  | 7  | 12 | 15 | 31   | 41  | −10 | 33   | يهبط إلى الدوري المصري الدرجة الثانية                                          |
| 17 | طنطا             | 34  | 3  | 13 | 18 | 22   | 55  | −33 | 22   | يهبط إلى الدوري المصري الدرجة الثانية                                          |
| 18 | مصر FC           | 34  | 3  | 12 | 19 | 18   | 57  | −39 | 21   | يهبط إلى الدوري المصري الدرجة الثانية                                          |

### نتائج المباريات
| المضيف \ الضيف   | الأهلي | أسوان | إنبي | الإنتاج الحربي | الجونة | حرس الحدود | الإسماعيلي | الاتحاد السكندري | المصري | مصر FC | مصر للمقاصة | المقاولون العرب | بيراميدز | سموحة | طلائع الجيش | طنطا | وادي دجلة | الزمالك |
| ---------------- | ------ | ----- | ---- | -------------- | ------ | ---------- | ---------- | ---------------- | ------ | ------ | ----------- | --------------- | -------- | ----- | ----------- | ---- | --------- | ------- |
| الأهلي           | —      | 3–0   | 2–0  | 4–0            | 1–0    | 1–0        | 3–0        | 4–0              | 3–0    | 3–1    | 0–0         | 1–0             | 0–0      | 1–1   | 3–0         | 5–0  | 2–0       | 2–0     |
| أسوان            | 1–5    | —     | 1–0  | 0–1            | 1–1    | 2–1        | 2–1        | 1–3              | 0–1    | 1–1    | 2–3         | 1–0             | 1–2      | 3–3   | 1–1         | 4–0  | 1–3       | 1–0     |
| إنبي             | 0–3    | 1–1   | —    | 0–1            | 0–0    | 0–0        | 1–0        | 0–0              | 1–0    | 2–1    | 1–0         | 2–1             | 0–1      | 0–0   | 1–1         | 1–2  | 2–1       | 2–1     |
| الإنتاج الحربي   | 1–1    | 0–2   | 0–2  | —              | 2–1    | 1–0        | 0–1        | 0–0              | 1–1    | 3–0    | 0–0         | 0–1             | 2–3      | 1–1   | 0–1         | 3–0  | 1–4       | 0–0     |
| الجونة           | 0–4    | 1–0   | 1–4  | 0–0            | —      | 1–2        | 0–1        | 1–1              | 0–2    | 0–1    | 1–0         | 2–0             | 2–1      | 1–2   | 2–0         | 2–0  | 1–0       | 0–2     |
| حرس الحدود       | 0–2    | 1–2   | 3–2  | 1–3            | 2–2    | —          | 2–2        | 0–1              | 1–2    | 0–0    | 1–1         | 0–1             | 1–0      | 0–0   | 0–0         | 1–1  | 2–2       | 1–2     |
| الإسماعيلي       | 0–1    | 4–2   | 1–1  | 3–2            | 1–1    | 0–1        | —          | 1–3              | 1–3    | 4–0    | 2–0         | 1–1             | 1–3      | 1–1   | 2–1         | 0–0  | 1–1       | 1–2     |
| الاتحاد السكندري | 0–0    | 0–1   | 0–2  | 1–2            | 1–0    | 1–1        | 3–0        | —                | 1–2    | 2–1    | 1–3         | 0–1             | 1–1      | 1–1   | 2–2         | 0–0  | 1–1       | 1–1     |
| المصري           | 0–2    | 2–2   | 1–1  | 2–2            | 1–2    | 1–1        | 2–0        | 0–1              | —      | 2–0    | 0–2         | 0–1             | 1–1      | 2–1   | 0–0         | 2–2  | 2–1       | 0–1     |
| مصر FC           | 0–3    | 0–0   | 1–1  | 0–3            | 0–0    | 1–1        | 0–1        | 2–2              | 0–0    | —      | 2–2         | 1–3             | 1–2      | 0–1   | 0–1         | 2–1  | 1–0       | 0–0     |
| مصر للمقاصة      | 0–2    | 2–1   | 1–1  | 1–1            | 1–0    | 1–2        | 4–1        | 2–3              | 1–0    | 3–0    | —           | 1–0             | 2–3      | 0–0   | 1–1         | 1–1  | 1–3       | 0–1     |
| المقاولون العرب  | 0–2    | 2–1   | 0–2  | 2–1            | 2–0    | 3–2        | 2–0        | 1–1              | 2–0    | 6–0    | 1–1         | —               | 0–2      | 2–2   | 1–1         | 2–0  | 0–1       | 2–1     |
| بيراميدز         | 1–2    | 2–2   | 4–0  | 3–0            | 2–3    | 1–0        | 1–0        | 1–0              | 0–1    | 1–0    | 3–1         | 2–2             | —        | 0–0   | 2–2         | 3–0  | 1–0       | 0–2     |
| سموحة            | 0–1    | 1–0   | 2–1  | 1–2            | 2–1    | 2–0        | 1–1        | 2–1              | 2–0    | 2–0    | 1–1         | 1–1             | 1–2      | —     | 2–1         | 3–0  | 2–3       | 3–3     |
| طلائع الجيش      | 0–3    | 0–0   | 0–0  | 0–0            | 4–1    | 0–3        | 0–1        | 0–3              | 0–1    | 4–0    | 1–0         | 0–1             | 2–2      | 1–1   | —           | 1–0  | 1–0       | 3–2     |
| طنطا             | 0–1    | 2–2   | 0–0  | 0–1            | 1–0    | 0–1        | 1–3        | 1–1              | 1–2    | 0–0    | 0–2         | 2–2             | 1–2      | 2–2   | 0–0         | —    | 0–0       | 2–3     |
| وادي دجلة        | 0–3    | 1–0   | 2–3  | 1–1            | 0–2    | 1–0        | 0–1        | 0–0              | 0–3    | 2–1    | 2–2         | 1–1             | 0–2      | 0–0   | 1–3         | 0–1  | —         | 1–1     |
| الزمالك          | 3–1    | 2–0   | 1–0  | 1–0            | 4–3    | 2–0        | 3–1        | 1–0              | 1–0    | 1–1    | 1–0         | 2–1             | 2–0      | 0–0   | 1–0         | 3–1  | 0–0       | —       |

### إحصائيات بطولة الدوري[20]

#### أهداف
| - عبد الله السعيد - محمد شريف - سيف الدين الجزيري - حسام حسن عبد البديع - وليد سليمان - أحمد زيزو - جونيور أجاي - حسين الشحات - فادي فريد - محمد سالم - مصطفى محمد أحمد - محمد سمير | - اسلام فؤاد - أحمد عبد الباسط شرويدة - أوميد أوكري - تالا نداييه - رمضان صبحي - محمود أحمد رزق - أحمد ياسر - أحمد ياسر ريان - رامي صبري - رجب عمران - عمرو الحلواني - محمد قفشة - أحمد رفعت - سعيدو سيمبوري - محمود علاء | - إيدو موسيس - أحمد الشيخ - أحمد سمير - رفيق كابو - رونالد نجيا وانجا - عمرو مرعي - محمد رجب - محمد عبد اللطيف جريندو - محمود كهربا - مروان حمدي - مروان محسن - ناصر منسي - والتر بواليا - أحمد حمدي - عمرو السولية - محمد الصباحي - محمد فاروق - مصطفى سلطان - ناصر ماهر - أحمد الشيخ - صلاح أمين - عبد الرحمن خالق الدح - ميدو جابر - علي معلول - معاذ الحناوي | - إيريك تراوري - إيمانويل أوكوي - أحمد سعيد محمد - أكرم توفيق - باسم مرسي - بينسون شيلونجو - جون أنطوي - خالد قمر - رزاق سيسيه - رضا الويشي - عبد الرحمن خالد جبنة - عبد الكبير الوادي - عمرو جمال - فخر الدين يوسف - كريم طارق - مامادو نياس - محمد الشامي - محمد أوناجم - محمد حمدي شرف - محمد ماجد أونوش - محمد هاشم - محمود إسماعيل رامبو - محمود قاعود - محمود وادي - مفتاح طقطق - وليد أزارو - وليد عادل - باهر المحمدي - عمرو موسى - مصطفى جمال | - اليو بادجي - إبراهيم حسن - إبراهيم يحيي - إسلام عيسى - بيكهام - أحمد عبد الظاهر - أحمد قطاوي - أحمد كابوريا - أشرف بنشرقي - أليو ديانغ - أوستين أموتو - باتريك كادو - بيكيتي - حسام عرفات - حسن علي - حمدي فتحي - خالد أوتشو - رجب نبيل - شكري نجيب - شيخ موكورو - شيكابالا - صلاح عاشور - صلاح محسن - عبد الرحمن مجدي - علي جبر - عماد حمدي - عماد فتحي - عمر السعيد - عمر جابر - عمرالحبشي - عمرو أحمد عبد الفتاح - عمرو بركات - فرجاني ساسي - كريم الطيب | - كريم بامبو - كريم مصطفى - كيفين موهيري - لويس هينستروزا - محمد الترهوني - محمد الجباس - محمد الشاذلي - محمد أنور - محمد بازوكا - محمد بسيوني - محمد جابر - محمد جمال ميدو - محمد رزق لطفي - محمد شحاتة - محمد عادل - محمد فييرا - محمد كوفي - محمد مسعد - محمد هلال - محمود السيد عطية - محمود عزت - محمود نعيم - مصطفى شبيطة - موسى دياوارا - نبيل عماد - همام طارق - يوسف أوباما - يوسف ماجيت ديوب - طاهر محمد طاهر - عصام صبحي - محمد جابر - محمد عبد المجيد - محمد ناصف |

#### إنذارات وطرود
| - محمود أحمد رزق - طارق حامد - محمود وادي - علي الفيل - إسلام صلاح - أحمد سعيد (أوكا) - أحمد مجدي الحسيني - أحمد يوسف - أكرم توفيق - أوستين أموتو - أيمن أشرف - سيرجي أكا - علي جبر - عمرو عماد - كريم طارق - محمد بازوكا - محمد كوفي - محمود مسعود - موسى دياوارا | - الهاني سليمان - إبراهيم يحيي - أحمد مدبولي - أحمد ياسين - باهر المحمدي - حسام حسن عبد البديع - رامي ربيعة - رامي صبري - عمر السعيد - عمرو جمال - كريم العراقي - محمد بيومي محمد - محمد مجلي - محمود أبو السعود - محمود جاد - محمود عادل - مصطفى شبيطة - نبيل عماد - يوسف ماجيت ديوب | - اسلام فؤاد - إسلام عطية - إيميكا إيزي - أحمد جمال - أحمد سعيد محمد - أحمد سمير - أحمد عامر - أحمد فليكس - أحمد نبيل (مانغا) - أحمد ياسر - ألان كيامبادي - حسن الشامي - خالد سامي - خالد متولي الغندور - رزاق سيسيه - عبد الرحمن عامر - عبد الله السعيد - عبد الله جمعة - عصام صبحي - عمرو مرعي - فرجاني ساسي - كريم مصطفى - لؤي وائل - محمد الترهوني - محمد أبو المجد - محمد سمير - محمد عبد اللطيف جريندو - محمد فاروق - محمد فتحي محمد - محمد فوزي - محمد محسن ليلة - محمد مخلوف - محمد هلال - محمود البدري - مسعد عوض - مصطفى جمال - مصطفى عوض الزناري - معاذ الحناوي - معروف يوسف - مؤمن إبراهيم - ميدو جابر - ناصر ماهر | - اسلام طارق - إبراهيم صلاح - إسلام محارب - إيمانويل أوكوي - أحمد الشناوي - أحمد الشناوي - أحمد الشيخ - أحمد العجوز - أحمد أيمن منصور - أحمد حمص - أحمد شوشة - أحمد عبد الرحمن زولا - أحمد مودي - أحمد عبد الموجود - أحمد علاء الدين - أحمد فتحي - أحمد ياسر ريان - أسامة جلال - أليو ديانغ - تاديو لوانجا - تالا نداييه - حازم إمام - حامد خالد - حسام عرفات - حسام غالي - حسن النني - حسني فتحي - حميد ماو - خالد أوتشو - خالد رضا - خالد قمر - رجب نبيل - سعيدو سيمبوري - سيف الدين الجزيري - طاهر محمد طاهر - عاصم صلاح - عبد الرحمن مجدي - عبد العزيز إمام - عبد الله بكري - عبد الله جمعة | - عبد الله محمود - عبد الوهاب اسماعيل - علاء سلامة - علي فرج - عمرو الحلواني - عمرو أحمد عبد الفتاح - عمرو بركات - عمرو موسى - فادي فريد - فخر الدين يوسف - فرانك ستيفن - كريم فؤاد - محمد الشاذلي - محمد جمال ميدو - محمد حمدي شرف - محمد رجب - محمد شحاتة - محمد صادق - محمد عادل - محمد عبد السلام - محمد عبد العاطي - محمد عبد الغني - محمد عبد الفتاح - محمد عواد - محمد مجدي - محمد مسعد - محمد ناجي - محمود البدري - محمود الشبراوي - محمود حمادة - محمود حمدي - محمود عبد الحليم - محمود كابونجا - محمود نعيم - مصطفى كالوشا - مصطفى محمد أحمد - ناصر منسي - هشام عبد الحميد - همام طارق | - الحسن ضيوف - إبراهيم القاضي - إبراهيم أبو اليزيد - إبراهيم حسن - إبراهيم عبد الخالق - إبراهيما كونيه - إسلام جمال - إسلام جمال محمد - إسلام عيسى - إيدو موسيس - إيريك تراوري - أحمد الألفي - أحمد السعدني - أحمد الشيخ - أحمد الصعيدي - أحمد أبو الفتوح - أحمد توفيق - أحمد حجي - أحمد حسن - أحمد حمدي - بيكهام - أحمد عبد الباسط شرويدة - أحمد عبد الظاهر - أحمد عبد الفتاح - أحمد علي كامل - أحمد قطاوي - أحمد كابوريا - أحمد مجدي - أحمد مسعود - أسامة إبراهيم - أسامة عزب - أمير عبيد - أنتوني لوكاسا - باسم علي - بهاء مجدي - بولان فوافي - بيكيتي - جوناثان نغويم - حسن طارق - حسن علي - حسن مجدي - حسين رجب - خالد سطوحي | - خالد صبحي - خالد عبد الفتاح - ديريك نسيبامبي - رجب بكار - رجب عمران - رفيق كابو - رونالد نجيا وانجا - زياد فرج - زياد كمال - سليمان عبد ربه - شريف حازم - شكري نجيب - صلاح عاشور - عامر محمد عامر - عبد الرحمن خالد جبنة - عبد الرحمن خالق الدح - عبد الرحمن رمضان - عبد الرحمن عماد - عبد الله السنجهاوي - عبد الله مجدي - عرفة السيد - عصام ثروت - علي معلول - عماد السيد - عماد حمدي - عماد فتحي - عمر بسام - عمر جابر - عمر كمال - عمرو ناصر - فادي نجاح - فاروقا نور الدين كابور - فريد شوقي - فوزي الحناوي - كريم الطيب - كريم لالا - كيفين موهيري - لويس هينستروزا - محمد الدسوقي - محمد الشامي - محمد العشري - محمد إسماعيل | - محمد أسعد - محمد أوناجم - محمد بسام - محمد جمال بيبو - محمد جمال تريكة - محمد حسن - محمد دبش - محمد رزق لطفي - محمد سالم - محمد شريف - محمد طلعت - محمد فييرا - محمد قفشة - محمد ناصف - محمد نجيب - محمد هاني - محمود الغرباوي - محمود المتولي - محمود توبة - محمود حمد - محمود حمدي - محمود سامي - محمود شبانة - دونجا - محمود عزت - محمود علاء - محمود فهمي - محمود كهربا - محمود مرعي عبد الفضيل - مروان عطية - مصطفى أمين - مصطفى دويدار - مفتاح طقطق - مهدي سليمان - مهند مصطفى - نور السيد - والتر بواليا - وليد توفيق - وليد سليمان - وهاب آنان - ويلفريد كانون - ويليس فرتادو |

| - إيميكا إيزي - رامي ربيعة - طارق حامد | - إسلام صلاح - أحمد أيمن منصور - أحمد سعيد (أوكا) - أحمد عادل ميسي - أحمد مجدي الحسيني - أحمد يوسف | - حامد خالد - حسن الشامي - رجب بكار - سيف الدين الجزيري - عمرو جمال - فاروقا نور الدين كابور | - فرجاني ساسي - محمد أنور - محمد بازوكا - محمد بيومي محمد - محمد فتحي محمد | - محمد فوزي - محمد كوفي - محمد هاشم - محمود مسعود - معروف يوسف |